# Atletisme als Jocs Olímpics d'Estiu de 2024 - 4x100m relleus femení
La prova femenina de 4x100m relleus d'Atletisme als Jocs Olímpics de París 2024 serà la 23a edició de l'esdeveniment en unes Olimpíades. La prova es disputarà entre el 8 i el 9 d'agost del 2024 a l'Stade de France de París.
Jamaica és la vigent campiona de la disciplina olímpica, després de guanyar la medalla d'or als Jocs Olímpics de Tòquio 2020. La medalla de plata fou pels Estats Units i la de bronze se la va emportar la selecció del Regne Unit.
L'equip dels Estats Units, és amb molta diferència, la selecció més guardonada, amb 11 medalles d'or, 3 medalles de plata i 2 medalles de bronze, en les 22 edicions que l'esdeveniment ha estat present als Jocs Olímpics.

## Format
Els 4x100 metres relleus són una prova que consisteix en la participació de 4 atletes diferents en cada equip, que corren 100 metres cadascuna i es passen un testimoni quan fan el relleu. La competició començarà amb la fase de Heats, on hi haurà 2 curses diferents i es classificaran els 3 primers de cada sèrie i els següents 2 millors temps globals. La final la disputaran 8 equips i les 3 seleccions que quedin al capdavant a la final, obtindran les medalles.

## Classificació
La principal manera de classificar-se serà en el Campionat del Món de Curses de Relleus que se celebrarà a Nassau, els dies 4 i 5 de maig de 2024. Els 14 primers equips es classificaran directament pels Jocs Olímpics. Les 2 places sobrants, s'obtindran mitjançant el rànquing mundial, que es tancarà el 30 de juny de 2024.
| Mètode de classificació      | Places | País |
| ---------------------------- | ------ | ---- |
| Campionat del Món de Relleus | 14     |      |
| Campionat del Món de Relleus | 14     |      |
| Campionat del Món de Relleus | 14     |      |
| Campionat del Món de Relleus | 14     |      |
| Campionat del Món de Relleus | 14     |      |
| Campionat del Món de Relleus | 14     |      |
| Campionat del Món de Relleus | 14     |      |
| Campionat del Món de Relleus | 14     |      |
| Campionat del Món de Relleus | 14     |      |
| Campionat del Món de Relleus | 14     |      |
| Campionat del Món de Relleus | 14     |      |
| Campionat del Món de Relleus | 14     |      |
| Campionat del Món de Relleus | 14     |      |
| Campionat del Món de Relleus | 14     |      |
| Rànquing atlètic             | 2      |      |
| Rànquing atlètic             | 2      |      |

## Medaller històric
| Posició | País                | Or | Argent | Bronze | Total |
| ------- | ------------------- | -- | ------ | ------ | ----- |
| 1       | Estats Units        | 11 | 3      | 2      | 16    |
| 2       | Jamaica             | 2  | 3      | 1      | 6     |
| 3       | Alemanya de l'Est   | 2  | 2      | 0      | 4     |
| 4       | Canadà              | 1  | 2      | 2      | 5     |
| 5       | Alemanya Occidental | 1  | 1      | 0      | 2     |
| 5       | Bahames             | 1  | 1      | 0      | 2     |
| 5       | Austràlia           | 1  | 1      | 0      | 2     |
| 8       | Polònia             | 1  | 0      | 1      | 2     |
| 9       | Bèlgica             | 1  | 0      | 0      | 1     |
| 9       | Països Baixos       | 1  | 0      | 0      | 1     |
| 11      | Regne Unit          | 0  | 2      | 7      | 9     |
| 12      | Alemanya            | 0  | 2      | 1      | 3     |
| 13      | URSS                | 0  | 1      | 3      | 4     |
| 14      | Cuba                | 0  | 1      | 1      | 2     |
| 14      | Nigèria             | 0  | 1      | 1      | 2     |
| 16      | Rússia              | 0  | 1      | 0      | 1     |
| 16      | Equip Unificat      | 0  | 1      | 0      | 1     |
| 18      | Ucraïna             | 0  | 0      | 1      | 1     |
| 18      | Brasil              | 0  | 0      | 1      | 1     |
| 18      | França              | 0  | 0      | 1      | 1     |